# 星電社
株式会社星電社（せいでんしゃ、英: Seidensha Co., Ltd.）は、かつて兵庫県神戸市中央区に本社を置き家電量販店を経営していた企業。ヤマダホールディングス傘下の家電量販店の一つであった。
以前は兵庫県内で「せいでん（Seiden）」の店舗ブランドで量販店を営業していたが、ヤマダグループ入り後はヤマダブランドの量販店をフランチャイズ運営していたほか、せいでんブランドで携帯電話店を運営していた。

## 歴史

### 創業から日本一の家電販売店へ
1945年（昭和20年）11月1日に闇市が広がっていた神戸市生田区三宮町のバラックで、創業者の後藤博雅・英一兄弟が、真空管（ラジオのパーツ）を専門に扱う卸・小売店として、合資会社 星電社を設立。1949年（昭和24年）1月21日に現法人の株式会社 星電社を設立する。 暗闇に輝く星になぞらえて、店名を星電社と名付けたとされている。
1962年（昭和37年）11月に甲子園店を開業させたのを皮切りに、1967年（昭和42年）には小牧店を開設して愛知県に進出し、同年秋には津田沼店を開設して関東に進出するなど、一時は全国展開を図った。
その一環として1969年（昭和44年）5月12日にイワキと提携し、同年には家電売上高日本一を達成し、全国に70店以上を構えた。
また、その間の1966年（昭和41年）5月には「星電サービス」を設立してアフターサービスを行うサービスセンターの展開も進めた。

### 兵庫県周辺での地域密着戦略
1971年（昭和46年）11月22日に資本金5000万円でジャスコと折半出資で「ジャスコセイデン」を設立し、
同月に名古屋地区6店舗を同社に譲渡したのを皮切りに、1972年（昭和47年）4月に奈良・浜松など7店舗を譲渡し、同年5月には京都・大阪・東京地区の18店舗を譲渡するなど神戸本社から遠隔地の店舗の運営から撤退した。
その後、当社側のジャスコセイデンへの出資引上げの求めに応じてジャスコ側の持ち株比率が拡大したことから。、1974年（昭和49年）5月1日に「ジャスコリビング」に社名を変更し、1975年（昭和50年）に当社は全資本を引き上げて同社の経営から完全に撤退した。
（1978年（昭和53年）8月21日に「ジャスコリビング」は「ジャスコ」に営業を譲渡した。）
1972年（昭和47年）に「お客さまに密着するため、兵庫県周辺での事業を絞る」との方針を打ち出し、店舗を半減させて兵庫県周辺のみに営業エリアを縮小させリージョナルチェーンへと方向転換をした。
この地域密着の方針により、1977年（昭和52年）に、家電量販店大手では珍しい御用聞きの専任者が配置され、全盛期では120人ほどに上ったほか、1978年（昭和53年）には姫路本店を開業するなど兵庫県を中心に店舗を展開、バブル期にも広い売り場や駐車場を持つ郊外型店舗ではなく、より地域に密着する為の小型店を多数展開する独自の営業戦略を採った。
また、商品価値を説明できる店員の配置により商品の付加価値を高め適正価格で販売する方針も採っていた。

### バブル期
バブル期には地域密着の小型店を積極的に出店したほか、1992年（平成4年）に神戸ハーバーランドに開店した ハーバーランド店に20億円を投じるなど約30店の新規出店を行った。
この大量出店により人手不足となったことで、御用聞き専任者を引き上げたことから競合他社に顧客が流出する結果となった。その他、債務の増大や既存店売上の減少など、経営面で負の側面が多く生じる結果となった。大量出店に合せて1991年（平成3年）には高卒と大卒を合せて160人の新卒採用を行った。
1992年（平成4年）5月期には兵庫県を中心に約60店舗を展開して売上高約694億円を上げ、関西で最大級の家電量販店チェーンとなり、従業員数も全盛期には約1500人に達した。

### 1995年震災後の郊外型店との競合
1995年（平成7年）1月17日の阪神・淡路大震災により総売上高の42%を稼いでいた 三宮本店が全壊したほか、物流拠点や在庫商品など 100億円を超える被害を受け 業績が悪化し始めた。
そこに同じ兵庫県内に本拠地を置いていたライバルの家電量販店チェーンのミドリ電化（現・エディオン）が震災のあった1995年（平成7年）ごろから郊外への大型店を増やし、売上高を2倍以上に伸ばした。またコジマやヤマダ電機などの関東の家電量販店チェーンも兵庫県内でも大きな駐車場を持つ郊外型店の出店攻勢をかけるなど、安売りを武器にした郊外型量販店との競争が激化し始めた。
星電社は営業エリアを限定した関係で、売上規模がコジマやヤマダ電機などの低価格を売りにする家電量販店チェーンより大幅に劣ったため、仕入価格が高くなり店頭価格が5-10%ほど高くなったり、完全買取を条件に独自商品をメーカーに通常より数%以上安いコストで製造してもらえないなど価格競争への対応力が弱かった。さらに休日に家族連れが商品を車で持ち帰れる郊外店で買う傾向が強まる中、店舗の半数が駅前など市街地立地の店舗であったため郊外店と差別化した品揃え対応ができない中途半端な商品政策になるなど、家電販売業界の変化への対応も遅れがちとなった。
1998年（平成10年）3月に三宮本店を当時全国最大の家電店として再建したものの、震災後に若返えりつつ来街者数が回復した三宮の客層変化に対応できず、来店客回復の目論見は大きく外れ、売上は回復できなかった。これに伴い南館を閉鎖し手工芸用品専門店のユザワヤに貸し出したり、2000年（平成12年）7月にハーバーランド店を閉店 するなど集客力の落ちた店舗の閉鎖を進め、2002年（平成14年）1月に28店舗まで集約。
その後も店頭の品揃えが粗利益率の高いテレビや洗濯機など一般家電が少ない一方で粗利益率の低いパソコンが多い構成によりマツヤデンキを粗利益率で5-6ポイントも下回るほどの低い収益性であった ことなどにより、店舗のうち約3分の1が赤字となり、2001年（平成13年）5月期の売上高も約344億円にまで減少していた。

### 民事再生法の適用申請から再生
阪神・淡路大震災による被災や郊外型店との競合激化による業績の低迷を受けて負債総額約280億円を抱えて約22億円の債務超過に陥り、2002年（平成14年）1月8日に神戸地方裁判所に民事再生法の適用を申し立てて同日保全命令を受けて事実上破綻した。
破綻後も全店舗の営業やポイントサービスと補修などのサービスも継続しながら再建の支援企業の交渉を行っていったが、破綻に伴う信用不安から商品の入荷が少なくなって次々と商品在庫が底を突いて販売が出来なくなるような状況も生じ、社員数も約150人に減少した。
再建の支援企業探しは難航したものの2002年（平成14年）4月25日にレンタルビデオ店TSUTAYAを展開するカルチュア・コンビニエンス・クラブとの間で包括支援の基本合意を締結して再生への動きが本格化し始めた。
この合意により、三宮・姫路・芦屋・三原・龍野・赤穂・西脇・豊岡の8店 を家電販売店「せいでん」として引き続き営業し、11店はカルチュア・コンビニエンス・クラブに譲渡してTSUTAYA店舗に転換すると共に、当社の100%減資後の増資をカルチュア・コンビニエンス・クラブが引き受けて同社の子会社となることになった。
支援企業のカルチュア・コンビニエンス・クラブは同社が保有していなかった家電販売のノウハウを補うため、家電メーカーに強い影響力を持つ家電量販店のマツヤデンキに支援を依頼し、2002年（平成14年）7月15日にマツヤデンキが社長などの経営陣を派遣するほか、情報システムの共有や商品供給で協力する形で支援に乗り出すことを発表した。また再建に当たっては、旧経営陣が責任を取って総退陣した。
この両社の支援を受けて、改装費用約1.3億円を投じて2002年（平成14年）10月26日に地下1階と地上1階に映像ソフトの品ぞろえが、当時関西一というレンタルビデオ店「TSUTAYA」を開業させる形で改装してハードとソフトの連携で相乗効果が発揮させる複合型家電店とした三宮本店を新装開店させて、先行して改装した姫路本店と同業態へ転換するなど改装を進めて経営の再建を行っていった。
2002年（平成14年）12月25日に神戸市内で債権者集会を開いて銀行借入や家電メーカーなどの売掛債権などの一般債権約238億円の97%カットなどを盛り込んだ再生計画案を可決し、同日神戸地方裁判所から同計画案の認可決定を受けた。
この再生計画に関連して三宮本店などを除く保有不動産17物件を売却し、担保権を持つ金融機関からの借入れの返済に充てたため、豊岡や姫路など営業中の店舗と本社事務所などはリースバック方式で賃貸借契約を結んで使用し続けることになった。
2003年（平成15年）3月5日までに実施された減増資の際には投資会社のアドバンテッジパートナーズが設立して運用しているファンドが8.5億円を出資して筆頭株主となり、残り1億円を元々の支援企業であるカルチュア・コンビニエンス・クラブが出資して正式に再建がスタートし、2006年（平成18年）3月2日には民事再生手続きを終えた。

### 支援企業の破綻と経営再編
2003年（平成15年）9月25日に当社の家電販売業務の再生支援をしてきた家電量販店のマツヤデンキも民事再生法の適用を申請し、翌日の26日に産業再生機構の支援決定を受けて再建に乗り出すことになった。
その産業再生機構から2003年（平成15年）にマツヤデンキの営業を譲渡され、2005年（平成17年）にサトームセンの全株式を創業家から買収していた新生銀行系列のファンドが2006年（平成18年）3月3日にアドバンテッジパートナーズが設立して運用しているファンドとカルチュア・コンビニエンス・クラブから株式の90%を取得して2006年（平成18年）10月1日に持ち株会社のぷれっそホールディングスを設立して経営統合することになった。
2007年（平成19年）5月15日にぷれっそホールディングスの全株式をヤマダ電機（法人格としては現在のヤマダホールディングス）が取得して子会社化されることが発表され、同社の傘下に入った。
この間の2006年（平成18年）には三宮本店を全面改装して家電製品を中心とした生活空間づくりを提案する売場構成に転換し、2008年（平成20年）末から三宮本店の全フロアで複数の商品を組み合わせたセット販売に取り組むなど提案型の販売戦略の展開を進めた。
また、2006年（平成18年）6月に 7店舗で17人の御用聞きを復活させて 各担当者が担当地区をくまなく回る地域密着による営業戦略に再挑戦し、2007年（平成19年）に入ってからは個別の担当者の直接の売上では採算レベルに達していないものの、御用聞きの担当者がいる地域からの売上が前年比でプラスになるなどの成果が出始めた。

### ヤマダグループ入りとブランド終焉、法人格消滅
前述の経営再編の際には、店名は従来通り「せいでん」が使用され続けていたが、兵庫県内に13店を展開しているヤマダ電機とチラシを共通化や仕入れ、物流、店舗運営などを効率化してコストを削減すると共に売上拡大を図ることを目的に、ヤマダ電機のフランチャイズ化をすることになった。
2009年（平成21年）7月3日に店舗をヤマダブランドに切替えて「せいでん」の三宮本店が「LABI三宮」になり、本店以外に芦屋や姫路など計7店が「テックランド」に転換し、ヤマダブランドにならなかった西脇店と携帯電話専門店のデュオこうべ店は同月中に閉店し、看板やチラシには引き続き「せいでん」のロゴマークを使うものの、店舗名称としての「せいでん」は消滅した。
その後約4ヶ月で姫路・三原の2店が閉店。なお、転換後も既存店舗と区別するため看板・チラシにはせいでんのロゴマークが入り、レシートにはヤマダ電機（→ヤマダデンキ）の下に「株式会社 星電社」と住所が明記されていた。
また、ヤマダグループへの参入により同社の連結子会社になった後も、ぷれっそホールディングスが当社を含む3社の持ち株会社のままになっていたが、2012年12月に同社が清算されて以降はヤマダ電機の直接傘下となった。
2021年7月1日にヤマダグループの事業再編に伴い、グループ内の他6社と共にヤマダデンキ（2020年4月1日に株式会社ヤマダ電機分割準備会社として設立、10月1日付で商号変更）へ吸収合併され、法人としての星電社も消滅した。同日時点での店舗はLABI三宮の他、テックランドが芦屋、New淡路、龍野、赤穂、豊岡の5店の計6店であった。

## かつて存在した店舗

### 兵庫県

#### 神戸市

##### 三宮本店
かつて全国一の売上を誇り、大型家電量販店の先駆けとなった店舗である。
1966年（昭和41年）春の大増築で店舗面積を約2,300m2へ増床した際に家具・インテリアの取扱いを開始し、1969年（昭和44年）5月に店舗面積を約3,500m2へ増床した際に本店隣接地に店舗面積約1,000m2の家具センターを開設した。
1980年代には、現在はユザワヤに売却された建物に「南館カーサ」を開店、家電以外の生活用品を幅広く取り揃えるという東急ハンズに似た趣向を模索した。1994年（平成6年）3月12日には、「関西初のコンピューマート」として星電社のパソコン関連売場の名として長く使われた「PC-PORT」を開店、今日の大手家電量販店が展開する総合性・先進性を兼ね備えた売場作りがなされていた。
阪神・淡路大震災前には総売上高の42%を稼いでいた。
1995年（平成7年）1月17日の阪神・淡路大震災により本館が全壊したが、三宮周辺だけで約60億円に上る復興費用を掛けて1998年（平成10年）3月に三宮本店を当時は全国最大の家電店として再建した。
しかし、再開業初日の入店待ち行列がJRと阪神の元町駅までの約500mとの同社幹部の予想に反しわずか100mに満たず、来賓の同業他社の幹部から「こんな寂しい開店日になるとはね」と云われるほどの来店者に留まった。震災後に他店舗を閉鎖したにも拘らず震災前の42%から35%へと当社の総売上高に占める三宮本店の比率が下がり、売上は回復できなかった。
こうした売上の伸び悩みを受け、南館を閉鎖して手工芸用品専門店のユザワヤに貸し出す など売場の再編も進められた。
神戸地方裁判所に民事再生法の適用を申し立てて破綻した後の2002年（平成14年）10月26日には地下1階と地上1階に映像ソフトの品ぞろえが当時関西一という支援企業のカルチュア・コンビニエンス・クラブが運営するレンタルビデオ店「TSUTAYA」を開業させる形で改装してハードとソフトの連携で相乗効果が発揮させる複合型家電店として新装開店した。
2006年（平成18年）には全面改装して家電製品を中心とした生活空間づくりを提案する売場構成に転換、2008年（平成20年）末から三宮本店の全フロアで複数の商品を組み合わせたセット販売に取り組むなど提案型の販売戦略の展開を他の店舗に先駆けて進めた。
2009年（平成21年）7月3日にヤマダ電機のフランチャイズ店に切替えた際には当店のみLABI三宮としてLABIの店名が採用された。

##### 三宮本店以外の神戸市

###### 三宮
- 三宮家具センター（兵庫県神戸市中央区三宮町1-17[42]）

売場面積726m2
- VS三宮店（兵庫県神戸市中央区三宮町1-17[41]）
- パーツ三宮店（兵庫県神戸市中央区三宮町1-319[41]）

売場面積376m2
- 三宮ミュージックセンター（兵庫県神戸市中央区三宮町さんちかタウン[42]）

売場面積165m2
- Mr.ジャケット店（兵庫県神戸市中央区三宮町[43]）

売場面積231m2
- サンチカ店（兵庫県神戸市中央区三宮町1-1[45]）

売場面積112m2
- サンコウベ店（兵庫県神戸市中央区相生町1-1[45]）

売場面積50m2
- マイコンジム三宮店（兵庫県神戸市中央区三宮町[46]、1981年（昭和56年）6月開店[46]）

売場面積109m2
- ナイスプリント（兵庫県神戸市中央区三宮町[47]）

売場面積69m2
- L1店（兵庫県神戸市中央区三宮町[47]）

売場面積36m2
- そごうレコード店（神戸市中央区そごう神戸店内[48]）

###### 東灘区
- 住吉店（神戸市東灘区住吉宮西67[41][49]）

売場面積132m2
- 住吉BAiZ店（神戸市東灘区住吉宮町[43]）

売場面積469m2
- 本山店（神戸市東灘区田中町1-7-26-101[45]）

売場面積152m2
- 御影店（神戸市東灘区御影本町2-16-4[45]）

売場面積129m2
- ラビングハウス岡本店（神戸市東灘区[50]）

###### 兵庫区
- 湊川店（神戸市兵庫区荒田町1-108[41][49]）

売場面積396m2 → 465m2
- 東山店（神戸市兵庫区東山町4-8[41]）
- 鈴蘭台店（神戸市兵庫区山田町小部字滑本2-23[49]）

売場面積132m2 → 221m2
- 西鈴蘭台店（神戸市兵庫区南五葉1-2[45]）

売場面積36m2 → 201m2

###### 長田区
- 神戸デパート店（神戸市長田区腕塚町5-5-12[51][52]）

売場面積300m2
- 大正筋店（神戸市長田区腕塚町6-1-3[51]）

売場面積47m2
- 長田店（神戸市長田区五番町6-811[49]）

売場面積142m2
- ジョイプラザ店（神戸市長田区若松町5-5-1[45]）

売場面積116m2
- （初代）板宿店（神戸市長田区庄山町2-5-1[41][49]）

売場面積165m2

###### 須磨区
- （2代目）板宿店（神戸市須磨区平田町2-3 池尻ビル1F[53]）

売場面積215m2
- 名谷店（神戸市中落合[43]）

売場面積356m2

###### 垂水区
- （初代）垂水店（神戸市垂水区天ノ下町3-28[41][49]）

売場面積380m2
- 垂水リビングショップ（神戸市垂水区川原通2丁目[41][49]）

売場面積155m2
- （2代目）垂水店（神戸市垂水区神田町115-3[54]）

売場面積67m2
- （初代）舞子店（神戸市垂水区霞ヶ丘7-9-17[41][49]）

売場面積66m2
- （2代目）舞子店（神戸市垂水区[46]、1981年（昭和56年）10月開店[46]）

売場面積211m2

##### 神戸市以外の兵庫県

###### 尼崎市
- （初代）尼崎店（尼崎市神田中通6丁目211西尼専デパート内[55]）

鉄筋コンクリート造地下1階地上4階建て・塔屋2階、延べ床面積約7,335.31m2、売場面積528m2
西尼専デパート地下に出店していた。
西尼専デパートが営業不振で撤退したため跡地に1969年（昭和44年）12月13日にダイエー三和店が出店した。
- （2代目）尼崎店（尼崎市神田北通6-152[59]）

売場面積475m2
- 塚口店（尼崎市塚口町1-10-24[55]）

売場面積288m2
- 立花店（尼崎市七松町1-9[55]）

売場面積960m2

###### 西宮市
- （初代）西宮店（西宮市常盤町1[41][60]）

売場面積330m2
- （2代目）西宮本店（西宮市[47]）

売場面積1,195m2
- バラエティストア西宮店（西宮市常盤町1[41][60]、1967年（昭和42年）開店[11]）

売場面積528m2
食料品の一部を含めて取り扱う当社のバラエティストア第1号店として開店した。
- 阪神西宮駅前店（西宮市甲子園和上町36[41]）
- 甲子園店（西宮市甲子園北町166-2[60]、1962年（昭和37年）11月開店[5]）

売場面積193m2 → 152m2
当社の第2号店として開店した。
- バラエティストア甲子園店（西宮市甲子園6番町16-13[60]）

売場面積660m2
- 浜甲子園店（西宮市甲子園6番町16-13[45]）

売場面積152m2
- 阪神甲子園店（西宮市[43]）

売場面積432m2
- 西宮北口店（西宮市甲風園1-9-3[51]）

売場面積551m2

###### 芦屋市
- 芦屋店（芦屋市大原町9-24[45]）

売場面積129m2 → 475m2
- 南芦屋店（芦屋市茶屋之町10-7[45]）

売場面積205m2

###### 伊丹市
- 伊丹店（伊丹市旭町475[61]）

売場面積310m2
- 伊丹本店（伊丹市西台1-4-1[54][62]、1971年（昭和46年）4月27日[62]）

売場面積964m2
伊丹セントラルプラザ2階に出店していた。

###### 宝塚市
- 小林店（宝塚市小林2-12-22[45]）

売場面積145m2

#### 川西市
- 川西店（川西市小花1-5-15[41][45]）

売場面積59m2

#### 三田市
- 三田店（三田市三輪字杉の元704[45]）

売場面積195m2
- 三田SD店（三田市三輪字茂原315三輪字茂原315[64]）

売場面積59m2

#### 三木市
- 三木店（三木市大村字砂176-1[51]）

売場面積488m2

#### 加古川市
- 加古川本店（加古川市加古川町篠原町2-4 ニューいろはビル[65]）

売場面積594m2
- 東加古川店（加古川市平岡町新在家2-264-23[51]）

売場面積109m2
- 東加古川駅前店（加古川市[50]）

#### 明石市
- （初代）明石店（明石市桜町2-1[60]）

売場面積480m2 → 861m2
- 明石駅前店（明石市錦江町1197-1[41]）
- （2代目）明石本店（明石市大明石町1-7-4 白菊ビル[59]）
- （初代）西明石店（明石市鳥羽宮西618[41][60]）

売場面積99m2 → 112m2
- （2代目）西明石店（明石市西明石南町2-8-12 水野マンション[59]）
- 西明石ホームセンター（明石市西明石[43]）

売場面積789m2
- 土山店（明石市魚住町清水字追越2181[41][51]）

売場面積241m2
- 朝霧店（明石市朝霧町3-3[51]）

売場面積89m2
- 大久保店（明石市大久保町大窪角田299-15[51]）

売場面積96m2

#### 姫路市
- 姫路本店（姫路市直養町11-5[41][55]）

売場面積858m2 → 2,251m2
- パーツ姫路店（姫路市直養町11-5[41]）
- 姫路駅前店（姫路市[46]、1981年（昭和56年）9月開店[46]）

売場面積495m2
- 北姫路店（姫路市[43]）

売場面積330m2
- 広畑店（姫路市広畑区東新町29[41][55]）

売場面積363m2
- 野里店（姫路市河間町47-1[41]）
- 今宿店（姫路市[50]）

#### 赤穂市
- （初代）赤穂店（赤穂市加里屋駅前町98-2[41][51]）

売場面積198m2
ジャスコ内にテナントとして出店していた。
- （2代目）赤穂店（赤穂市加里屋中洲2-53[65]、1982年（昭和57年）3月開店[66]）

売場面積215m2

#### 相生市
- 相生店（相生市群波大浜町13[51]）

売場面積125m2

#### 高砂店
- 高砂店（高砂市[43]）

売場面積119m2

#### 西脇市
- 西脇店（西脇市上野193[65]）

#### 淡路島
- （初代）淡路店（洲本市常盤町乙388[61]）

売場面積495m2
- （2代目）淡路店（洲本市塩屋1-2[67]、1981年（昭和56年）11月開店[43]）

売場面積429m2

### 大阪府

#### 堺市
- 堺東店（堺市〈現・堺市堺区〉北瓦町1-3-15[41]）

ショッピングセンターニチイ堺店4階に出店していた。

#### 岸和田市
- 岸和田店 （岸和田市宮本町114-1[41]）

#### 泉佐野市
- 泉佐野店 （岸和田市上町1168-234[69]）

ニチイ泉佐野ショッピングデパート4階に出店していた。

#### 東大阪市
- ジャスコセイデン小阪店（東大阪市御厨212[70]、1972年（昭和47年）10月開店[71]）

ジャスコ小阪店3階に出店していたジャスコセイデン2号店。

#### 枚方市
- 枚方店 （枚方市岡本町7-9[41]）
- 枚方三越店 （枚方市岡本町615[41]）

#### 豊中市
- 豊中店（豊中市本町1-114[41]）

ニチイ豊中ショッピングデパート5階に出店していた。
- 庄内店（豊中市庄内西町3-57[41]）

#### 高槻市
- 高槻店（高槻市高槻町314-1[41][73]）

ニチイ高槻ショッピングデパート4階に出店していた。

#### 箕面市
- 箕面店（箕面市箕面6-1286[45]）

売場面積317m2

### 京都府

#### 京都市
- 京都伏見店（京都市伏見区伯耆町15[41][74]）

コマストア伏見ショッピングプラザ3階に出店していた。

### 奈良県
- 奈良店（奈良市小西町25[41]）

ニチイ奈良ショッピングデパート4階に出店していた。
- ジャスコセイデン西大寺店（奈良市西大寺東町2-4-1[76]）

売場面積1,547m2
- 桜井店（桜井市駅前本通[41]）
- 大和高田店（大和高田市本郷町2-20[77]）

ショッピングセンターニチイ高田店3階に出店していた。
- 八木店（橿原市八木町1丁目8−15[78]）

八木ラブリーにニチイと共に出店していた。

### 三重県

#### 四日市市
- 四日市店×（四日市市諏訪栄町6—2[80]）

ニューデラックスショッピングセンタージャスコシティB館5階に出店していた。
- ジャスコセイデン店（四日市市富田4丁目4-15[80]、1973年（昭和48年）4月7日開店[82]

ジャスコの2階に出店する形で開業した。

### 静岡県
- 浜松店（浜松市千歳町字俊道91[83]）

ニチイ浜松ショッピングデパート4階に出店していた。

### 愛知県

#### 名古屋市
- 柴田店（名古屋市南区柴田本通4-16[41]）
- 中村店（名古屋市中村区鳥居西通1-1[41]）
- ジャスコセイデン名西店（名古屋市西区香呑町6丁目56番地[84]）

##### 名古屋市以外の愛知県
- 小牧店×（初代、小牧市本町通2651[41]、1967年（昭和42年）開店[6]）

当社の愛知県進出第1号店として開店した。

### 東京都
- 小岩店（江戸川区西小岩1-21-4[41]、1968年（昭和43年）6月14日開店[85]）

扇屋ジャスコ小岩店の開業時に出店していた。
- 代田橋店（世田谷区、? - 1972年（昭和47年）2月期[86]）

1972年（昭和47年）2月期にジャスコに営業譲渡されたが、1974年（昭和49年）9月閉店となった。

### 神奈川県
- 横浜店（横浜市西区南幸1-3-1[41]）

売場面積462m2
横浜岡田屋内に出店していた。
- 藤沢店（藤沢市、? - 1972年（昭和47年）2月期[86]）

1972年（昭和47年）2月期にジャスコに営業譲渡されたが、1974年（昭和49年）9月閉店となった。

### 千葉県

#### 千葉市
- 千葉店（千葉市吾妻町3-70[41]）

扇屋に入居していた。
- 幸町店（千葉市幸町13-2[41]、? - 1972年（昭和47年）2月期[86]）

1972年（昭和47年）2月期にジャスコに営業譲渡されたが、1974年（昭和49年）9月閉店となった。

#### 習志野市
- 大久保駅前店（習志野市大久保町1-21-14[41]）

扇屋に入居していた。
- 北習志野店（習志野市習志野町3丁目[41]）

#### 船橋市
- 津田沼店（船橋市前原西2-14-11[90]（旧・前原町2-236[41]）、1967年（昭和42年）10月21日開店[90] - 1972年（昭和47年）2月期[86]）

当社の関東進出第1号店として扇屋に入居していた。
1972年（昭和47年）2月期にジャスコに営業譲渡されたが、1974年（昭和49年）7月閉店となった。